# Kongresové centrum (Brno)
Kongresové centrum v Brně je administrativní, výstavní a kongresová budova sousedící s areálem brněnského výstaviště, na jeho samotném začátku, na severním okraji vstupní brány. Bylo postaveno jako tzv. Dům techniky Brněnských výstavních veletrhů v letech 1987–1991.
Třípodlažní budova vznikla po několika studiích a návrzích až v závěru 80. let 20. století podle návrhu architekta Petra Uhlíře. Tvoří ji ocelový skelet s betonovými stěnami na některých místech a především nápadnými luxferami. Atrium objektu mělo být původně se zasouvací střechou, která však nakonec nebyla z důvodů technických komplikací se zvoleným řešením realizována. Namísto toho je atrium zakryto prosklenou klenbou. Z jižní strany objektu se nachází nápadné prosklené schodiště.
V letech 2022-2023 prošla budova celkovou rekonstrukcí a modernizací, při které byl zachován původní charakter a účel budovy a dostala nový název Kongresák space.
Do budovy je vstup umožněn jak z areálu výstaviště, tak přímo z plochy zastávky MHD „Výstaviště, hlavní vstup“. V Kongresovém centru se nachází celkem tři konferenční sály. 